# Bunbuku Chagama

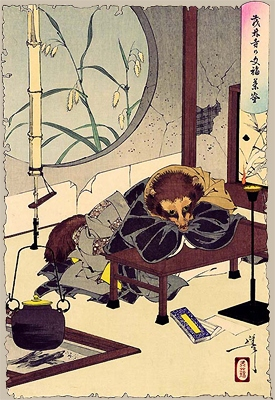
Ilustración de Bunbuku Chagama por Tsukioka Yoshitoshi, 1889-1892.

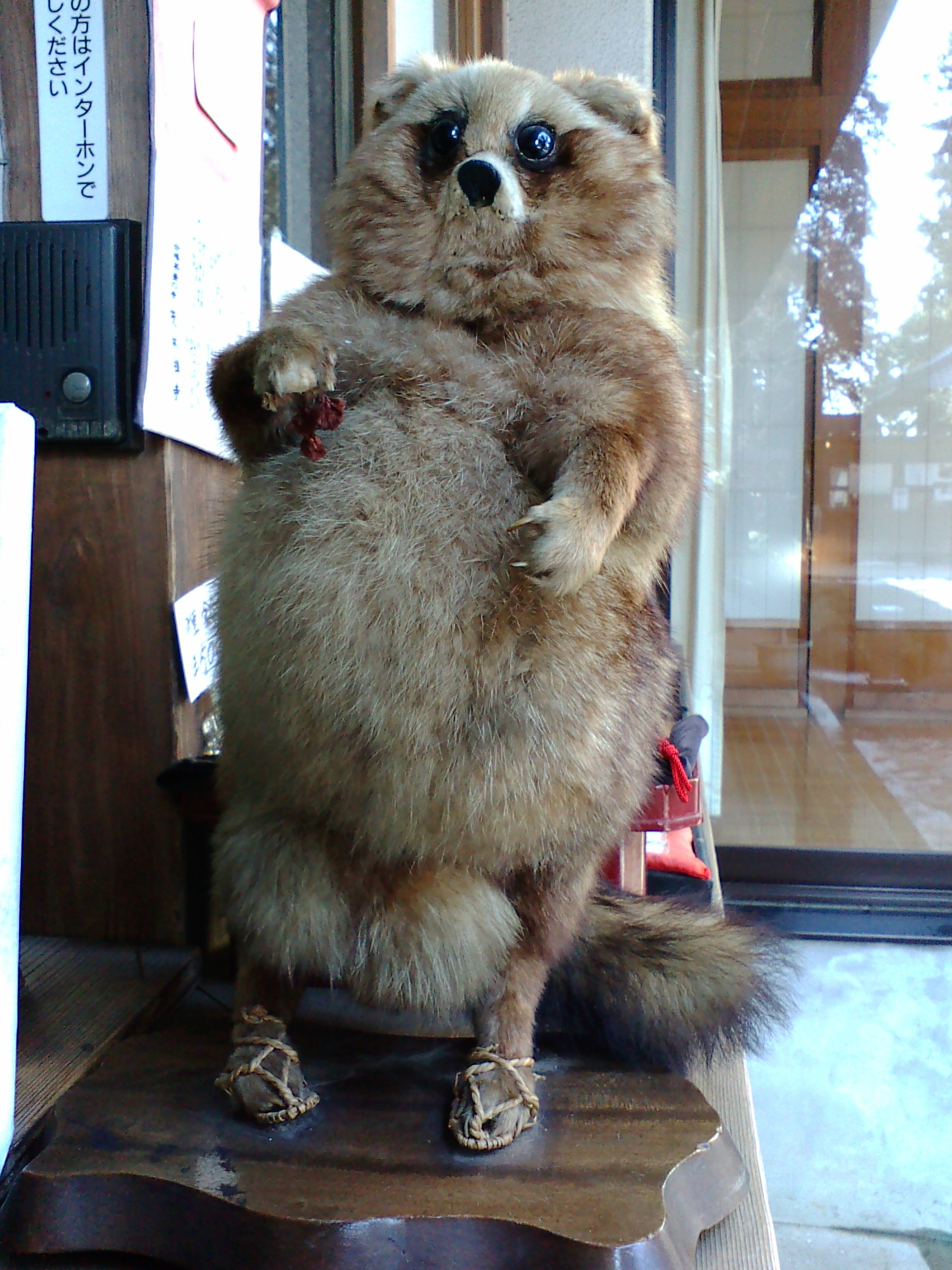
Taxidermia de un perro mapache japonés (tanuki), usando warajis en sus pies estando de pie, exhibido en el templo budista japonés de Morinji donde el cuento de Bunbuku Chagama acontece, Tatebayashi, Prefectura de Gunma

Bunbuku Chagama (Japonés: ぶんぶく茶釜) es un cuento japonés sobre un perro mapache, o tanuki, que usa sus poderes de cambiante para recompensar a su salvador por su bondad.

## Historia
Bunbuku Chagama se traduce aproximadamente como "felicidad burbujeante como una tetera". La historia habla de un hombre pobre que encuentra un tanuki en una trampa. Sintiéndose apenado por el animal lo libera. Esa noche el tanuki se acerca a la casa del hombre para agradecerle su amabilidad. El tanuki se transforma en una chagama (tetera) y le dice al hombre que lo venda por dinero.
El hombre vende la tetera-tanuki a un monje que la lleva a casa y luego frotarla con fuerza, la apoya sobre el fuego para hervir agua. Incapaz de soportar el fuego a la tetera-tanuki le crecen piernas y , en ese estado de media transformación, escapa.
El tanuki vuelve a la casa del hombre con otra idea. El hombre montaría un acto al lado del camino como si se tratara de un circo y cobraría admisión a la gente para ver a una tetera caminando por la cuerda floja. El plan funciona, y cada uno gana algo del otro: el hombre ya no es pobre y el tanuki tiene un nuevo amigo y hogar.
En una variante de la historia la tetera-tanuki no corre y vuelve a transformarse en tetera. El asombrado monje decide dejar la tetera como una ofrenda al pobre templo donde vive, eligiendo no usarla para hacer té de nuevo. El templo eventualmente se vuelve famoso por su supuesta tetera danzante.

## En la cultura popular
Una película animada basada en el cuento fue producida en 1928 por Yokohama Cinema Shoukai. Hay también una referencia de esta historia en el film animado del Estudio Ghibli de 1994 Pompoko.
Un personaje en el manga To Love-Ru es visto sujetando el libro y comentando que está tomando interés en el folklore japonés.
En la serie Naruto el espíritu del Ichibi, representado por un tanuki, había sido sellado originalmente en una tetera. Más tarde se revela que su anterior jinchūriki (contenedor humano) fue un anciano llamado Bunbuku.
En el manga Yū Yū Hakusho hacen una referencia a esta historia en el capítulo 6.